# Esmail Mohamad
Esmail Mohamad (* 4. September 1960) ist ein ehemaliger afghanischer Boxer.
Mohamad war 1980 Mitglied der afghanischen Mannschaft bei den Olympischen Sommerspielen in Moskau. Er ging im Federgewicht, der Gewichtsklasse – 57 kg, an den Start. Nach einem Freilos in der ersten Runde traf er in der zweiten Runde auf den für die DDR startenden Rudi Fink. Ihm unterlag er in der 1. Runde durch K.O. nach 2:41 Minuten.